# Bataille du Guadalete
Pour les articles homonymes, voir Bataille de Jerez.
Conquête musulmane de la péninsule Ibérique
Batailles
- Guadalete
- Écija
- Tolède
- Cordoue
- Medina-Sidonia
- Carmona
- Mérida
- Murcie
- Séville
- Saragosse
- Monts Cantabriques

La bataille du Guadalete (en arabe : معركة وادي لكة, Maʿrakat wādī laka, ou معركة شذونة, Maʿrakat šiḏūna [Sidonia]) se déroule le 19 juillet 711 sur les rives du Guadalete, au sud de la péninsule Ibérique, et oppose le Califat omeyyade au royaume wisigoth d'Hispanie. Les Omeyyades y obtiennent une victoire décisive qui précipite la chute du royaume wisigoth et permet la conquête de la péninsule Ibérique par les musulmans. Dans la bataille, le roi Rodéric a perdu la vie avec de nombreux membres de la noblesse wisigothique, ouvrant la voie à la prise de la capitale wisigothe, Tolède.

## Contexte
En Afrique du Nord, le gouverneur omeyyade d'ifriqiya, Moussa Ibn Noçaïr, pousse la conquête jusqu’à l’océan Atlantique vers l’ouest. Il échoue à prendre Ceuta mais réussit à conquérir Tanger. Il impose l’islam à une population où prédominent des religions traditionnelles, ainsi que des chrétiens et des juifs.
Le comte Julien, gouverneur byzantin de Ceuta, s'allie avec Moussa, selon la légende, afin de se venger du roi wisigoth Rodéric (Rodrigue), qui aurait attenté à l'honneur de sa fille et qu'il considère comme usurpateur du trône wisigoth. En effet, le royaume wisigoth est en pleine guerre civile, avec une noblesse qui ne cesse de comploter contre Rodéric, qui a pris le pouvoir après avoir renversé son prédécesseur Wittiza.
En 710, le général Tariq ibn Ziyad envoie Ṭarif ibn Malik (qui donnera son nom à Tarifa), un jeune chef berbère fraîchement converti à l'islam, à la tête de 400 hommes et 100 chevaux pour débarquer au sud de la péninsule Ibérique, tester et préparer la conquête. Selon des sources espagnoles, le comte Julien accompagne Tarif lors de cette expédition, en tant que guide. Au printemps 711, Moussa Ibn Noçaïr envoie Tariq ibn Ziyad à la conquête de la péninsule Ibérique, à la tête d'environ 12 000 hommes, majoritairement des Berbères recrutés parmi les Ghomara et les populations du rif. Ṭāriq débarque à Gibraltar (de l'arabe : ǧabal Ṭāriq, la montagne de Ṭāriq), probablement dans la nuit du 27 au 28 avril 711. Après le débarquement, Ṭāriq aurait brûlé ses navires et tenu un discours, devenu célèbre, à ses soldats :

« Ô gens, où est l'échappatoire ? La mer est derrière vous, et l'ennemi devant vous, et vous n'avez par Dieu que la sincérité et la patience […] »

— Ṭariq ibn Ziyad
Pendant le débarquement omeyyade, Rodéric est occupé au nord de la péninsule à combattre une révolte basque à Pampelune. La nouvelle du débarquement ne lui parvient que deux à trois semaines plus tard. Il prend alors la route vers le sud à marche forcée pour arrêter les Omeyyades. Entre-temps, Ṭāriq prend Algésiras et Cadix, puis se dirige vers Séville. Rodéric organise une armée de 33 000 hommes à Cordoue et part à la rencontre des Omeyyades.

## Déroulement
Le choc a lieu le 19 juillet, sur le Guadalete, près de Cadix, bien que certains historiens le situent près du Barbate, à Medina-Sidonia ou près de la lagune de La Janda, d'autres encore proposant Jimena de la Frontera ou les rives du Guadarranque (en), à quelques kilomètres au nord de Gibraltar.
Les Omeyyades utilisent des attaques violentes tout en reculant rapidement, pendant que les Wisigoths manœuvrent leurs attaques en une seule fois. Les fils de Wittiza se retirent de la bataille trahissant Rodéric, laissant dépourvus les flancs de l'armée wisigothe. La cavalerie omeyyade, qui représente environ le tiers des effectifs, s'engouffre alors dans la brèche, suivie de l'infanterie, et inflige de lourdes pertes aux Wisigoths, dont leur roi Rodéric.

## Conséquences
La bataille du Guadalete décime les guerriers nobles wisigoths, les pertes omeyyades s'élèvent à des milliers d'hommes. Cette victoire permet aussi à Tariq de réorganiser la cavalerie et d'augmenter son effectif à la suite de l'arrivée des renforts envoyés par le gouverneur Moussa Ibn Noçaïr (près de 5 000 hommes).
Après la bataille, l'avancée omeyyade se fait de manière très rapide, facilitée par le climat de guerre civile et la coopération d'une grande partie de la population ibérique, qui est exaspérée par les famines et les épidémies et désireuse d'une stabilité politique, notamment la population juive, persécutée par la monarchie chrétienne. La conquête omeyyade est si soudaine que les Wisigoths n'ont pas le temps de choisir un nouveau roi. En effet, Ṭāriq conquiert Tolède, capitale des Wisigoths, quelques mois après la bataille du Guadalete, ce qui marque la chute wisigothe en Espagne. La reine des Wisigoths Egilona est capturée à Mérida en 713. Peu après, vers 714, Moussa Ibn Noçaïr débarque à Algésiras avec une armée de 18 000 hommes majoritairement arabes cette fois-ci et prend Saragosse. Les deux chefs conquièrent la majeure partie de la péninsule Ibérique, qui est presque entièrement soumise au nom du calife omeyyade Al-Walīd Ier. En 716, une nouvelle province omeyyade est constituée : Ǧazīrat Al-ʾAndalus, ou plus simplement al-Andalus.
Seules quelques poches de résistance subsistent dans les régions montagneuses du nord, notamment dans la cordillère Cantabrique et aux Asturies où se réfugient un certain nombre de nobles wisigoths qui élisent en 718 un roi, Pélagius, qui sera l'initiateur de la reconquête chrétienne. Il remportera notamment la bataille de Covadonga en 722.

## Dans la culture
La bataille est présente dans la campagne du jeu de stratégie Age of Empires II.